# Kirche Niederlehme

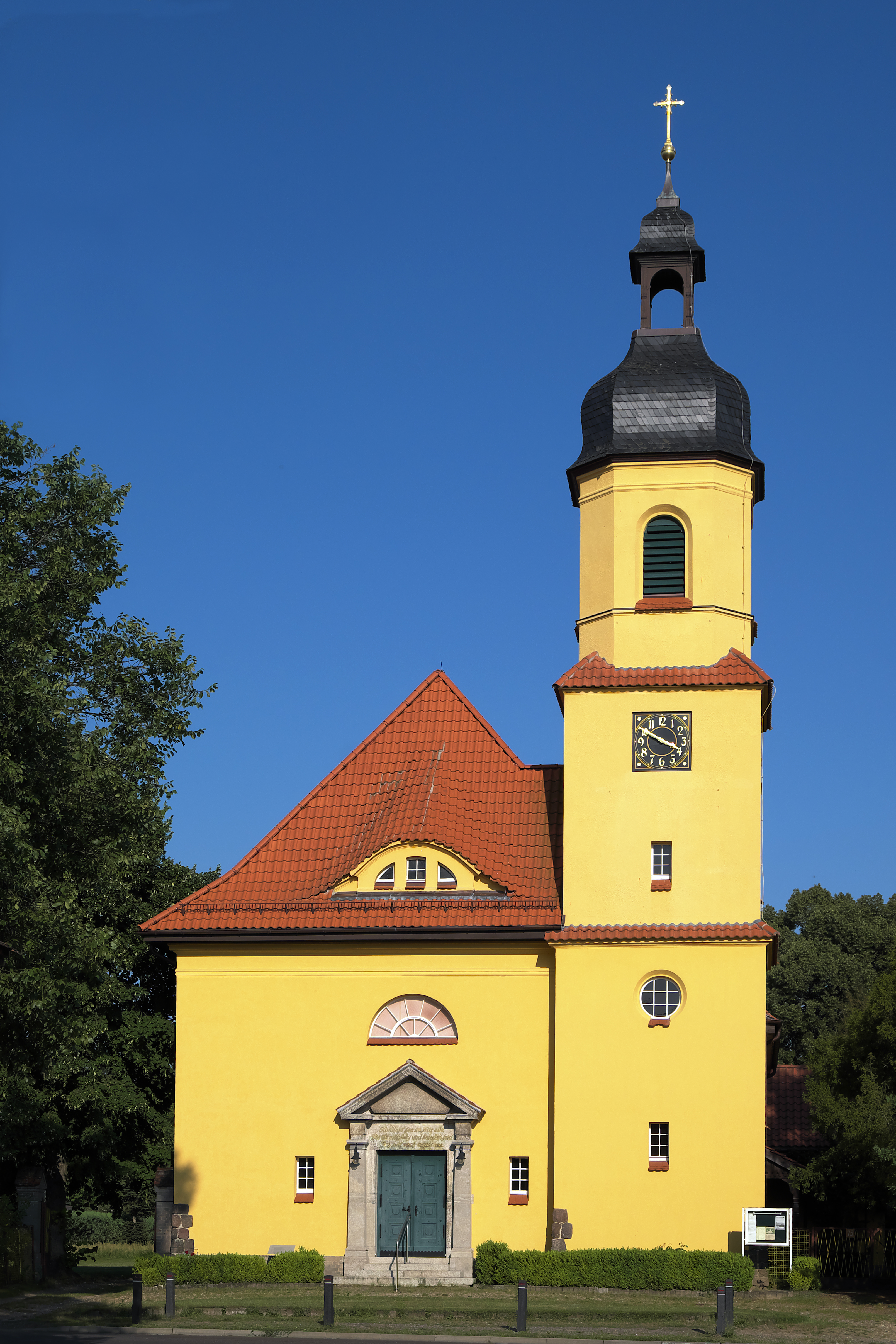
Dorfkirche Niederlehme

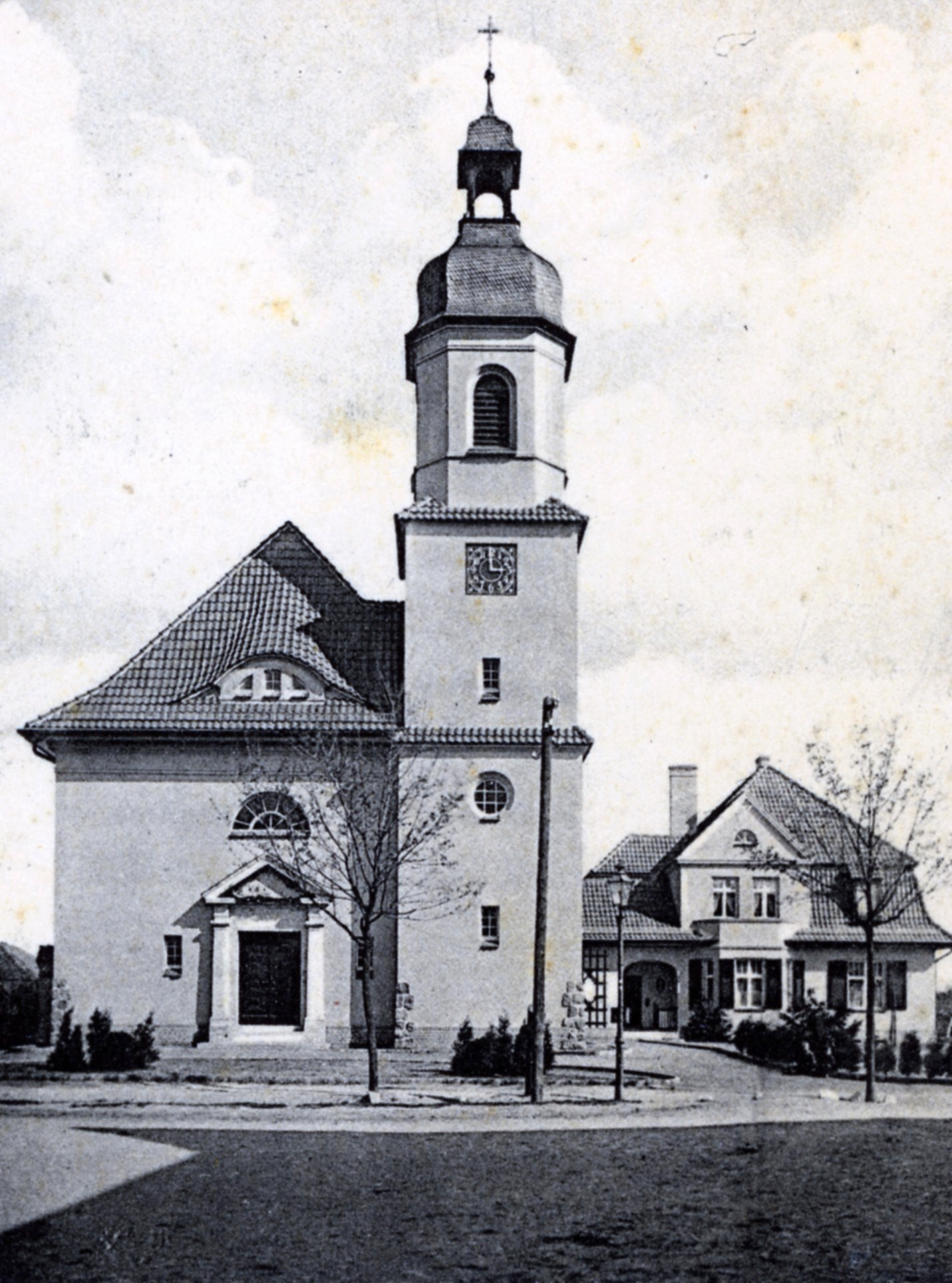
Kirche im Jahr 1916

Die evangelische Kirche Niederlehme wurde in den Jahren 1913/1914 in Niederlehme errichtet. Sie ist eine Schöpfung des Königlichen Baurates Otto Hetzel (Charlottenburg) und stand unter der Bauaufsicht des Königlichen Oberbaurates und Leiters des kirchlichen Bauamtes für die Provinz Brandenburg Georg Büttner. Die Kirche besteht aus einem mit Gemeindesaal und Pfarrhaus verbundenen Gebäudekomplex, der sich als architektonische Einheit darstellt. Der Sakralbau zeigt Merkmale von Neobarock (Wilhelminischer Stil) und Jugendstil im Rahmen der damaligen Reformarchitektur. Das Gebäude wurde am 13. Februar 2007 in die Liste der Baudenkmäler des Landes Brandenburg aufgenommen.

## Hintergrund
Mit der Niederlassung der Industrie gegen Ende des 19. Jahrhunderts wuchs der Ort Niederlehme sehr schnell. Es entstand eine Siedlung, die sich heute über 7 km im Dahmetal erstreckt. Niederlehme verdankt sein rasches Aufblühen der auf seinen Ländereien gelegenen Sandberge. Die Sandvorkommen wurden zur Mörtel- und Kunststeinfabrikation abgebaut. In den Sandförderanlagen des Vereinigten Berliner Mörtelwerks und der Berliner Kalksandsteinwerke Robert Guthmann GmbH fanden viele Menschen Arbeit und siedelten sich neu in Niederlehme an. Der Ort zählte 1914 bereits 2300 Einwohner, darunter waren über 2100 evangelische Christen.
Ab 1907 wurde ein Hilfsprediger nach Niederlehme entsandt. Somit wurden seit diesem Jahr wieder Gottesdienste in Niederlehme gefeiert. Da keine Kirche vorhanden war, fanden die Gottesdienste im Schulhaus statt. Der Wunsch nach einem Gotteshaus wurde immer lauter und fand Unterstützung durch ein Testament, in dem der Kirchengemeinde 50.000 Mark für den Bau einer Kirche hinterlassen wurden.
Um den Neubau einer Kirche zu planen, wurde Kontakt mit dem Berliner Architekten Otto Hetzel aufgenommen. Er sah einen zusammenhängenden Gebäudekomplex aus Kirche, Gemeindesaal und Pfarrhaus vor. Der Kostenvoranschlag belief sich insgesamt über 90.000 Mark. Nach geringfügigen Änderungen des Entwurfes durch den Architekten Georg Büttner, der seit 1906 Leiter des kirchlichen Bauamtes für die Provinz Brandenburg war, konnte am 7. Mai 1913 mit der Bauausführung begonnen werden. Schon am 18. August 1913 wurde Richtfest gefeiert und eine Urkunde in das Altarfundament eingemauert. Am 5. April 1914 (Palmsonntag) konnte die evangelische Kirche zu Niederlehme mit einem feierlichen Gottesdienst eingeweiht werden.

## Architektur

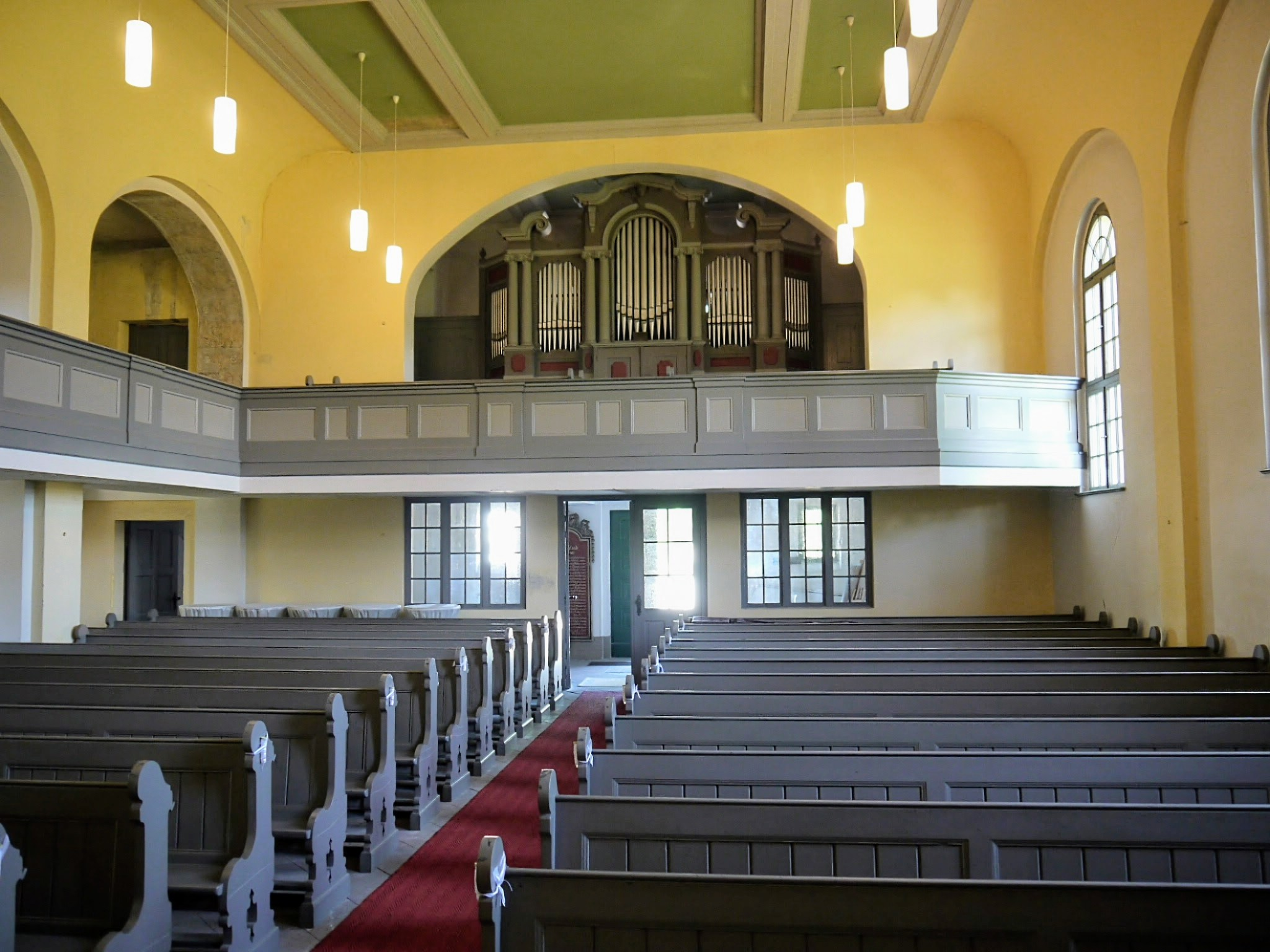
Innenraum, Blick zur Orgel (2017)

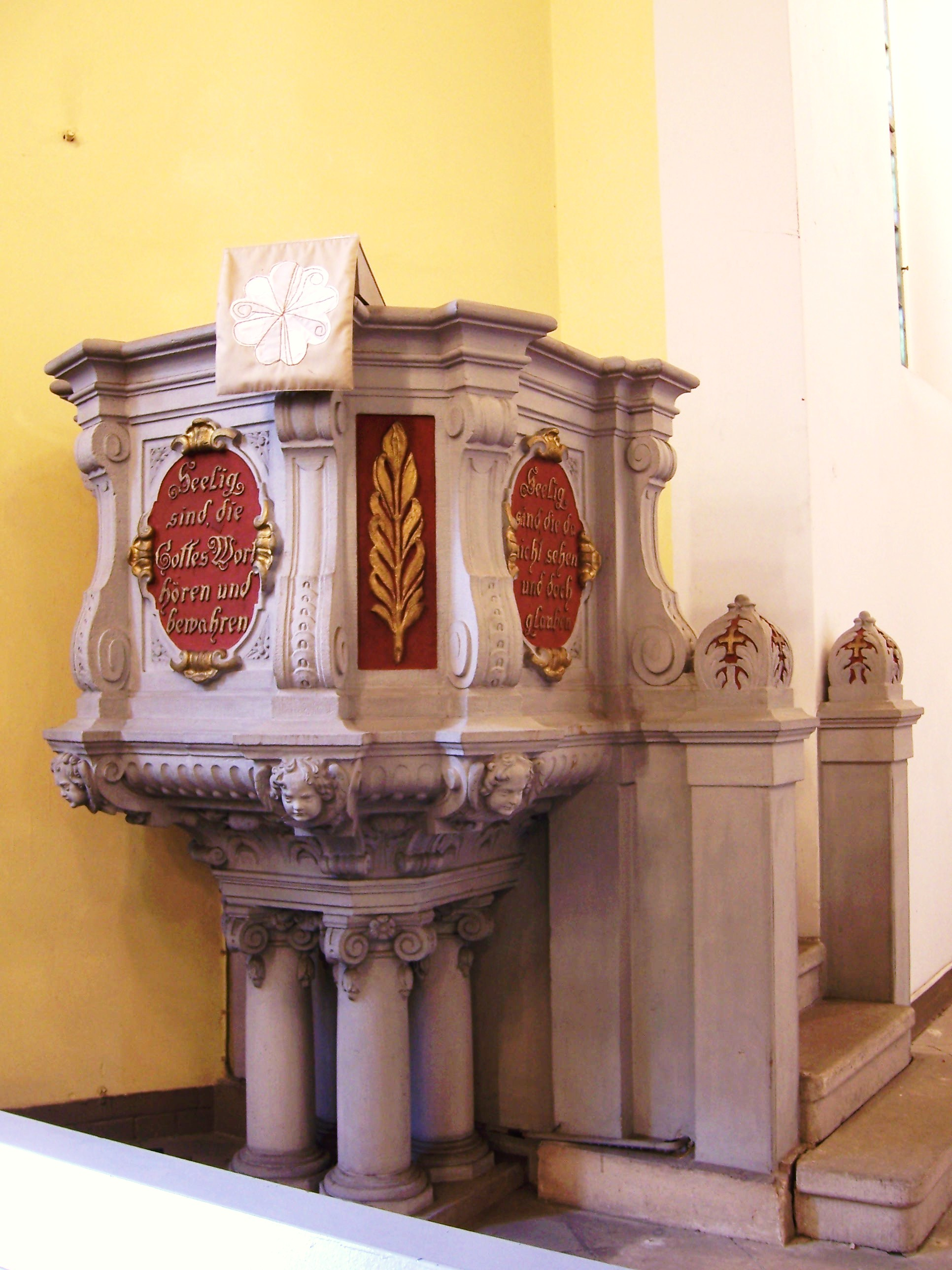
Kalksandsteinkanzel im „Wilhelminischen Stil“

„…die Errichtung einer Kirche, eines Konfirmandensaales und eines Pfarrhauses, in schlichtem modernen Barock…“, heißt es in der Bauprojektbeschreibung von 1912. Genau dieses „schlichte moderne Barock“ stellt den Wandel und Beginn einer neuen Ära im protestantischen Kirchenbau Berlin-Brandenburgs zu Beginn des 20. Jahrhunderts dar. Gerade am Beispiel der Evangelischen Kirche von Niederlehme ist eine deutliche Ablösung der sonst üblichen klinkerverblendeten, neogotischen oder neoromanischen Sakralbauten des Historismus erkennbar. Dem gewandelten Zeitgeist entsprechend entwickelten Otto Hetzel und Georg Büttner als Vertreter der Dorfkirchenbewegung ein Ensemble aus Kirche, Gemeindesaal und Pfarrhaus in neobarocken Formen. Die Kirche von Niederlehme ist ein verputzter, 25 m langer und 14 m breiter Saalbau aus Kalksandstein mit eingezogenem Rechteckchor und einem südwestlich angefügten Glockenturm. Die in Schiefer gedeckte Turmhaube beherbergt den Emporenaufgang, den Zugang zum Dachboden über dem Kirchenschiff, das Läutegeschoss, das Uhrengeschoss und die darüber liegende Glockenstube. Den Abschluss bildet die Laterne, welche mit einem Kreuz bekrönt ist. Der 28 Meter hohe Turm beherrscht seit dem Richtfest am 18. August 1913 das Ortsbild. Das Eingangsportal auf der Westseite mit seitlichen Pilastern und Dreiecksgiebel besteht aus Rüdersdorfer Muschelkalk. Darüber befindet sich ein Bogenfenster, hinter dem das Orgelwerk verborgen liegt. Der umlaufende Sockel des Gebäudes ist mit graublauem Kalkstein verblendet, lediglich auf der Westseite befindet sich im unteren Gebäudebereich seitliches Granit-Bossenwerk. Das Kirchenschiff trägt ein Walmdach mit Fledermausgauben.

## Innenraum

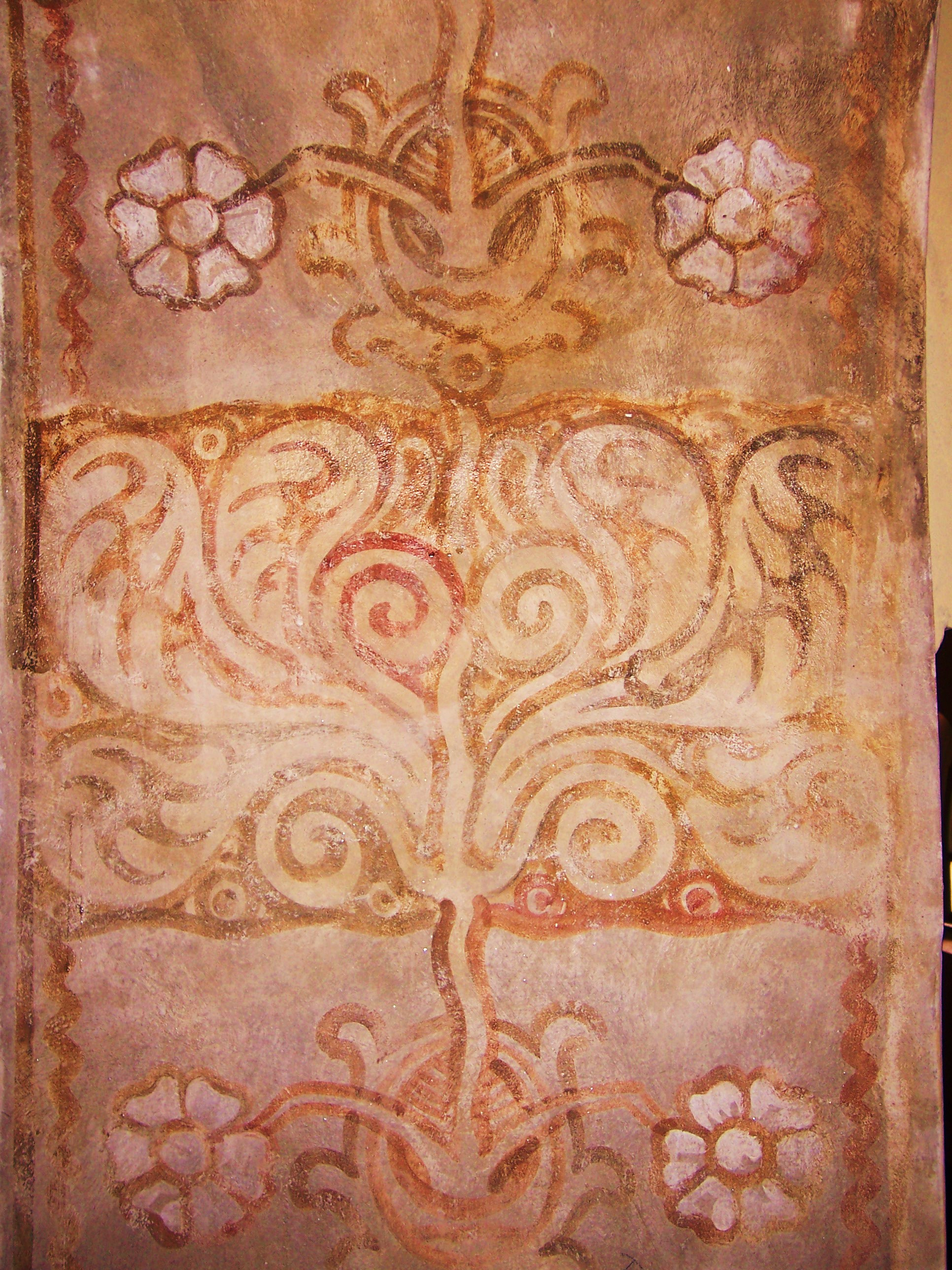
Detail der freigelegten Jugendstilausmalung der Künstler Rudolf und Otto Linnemann

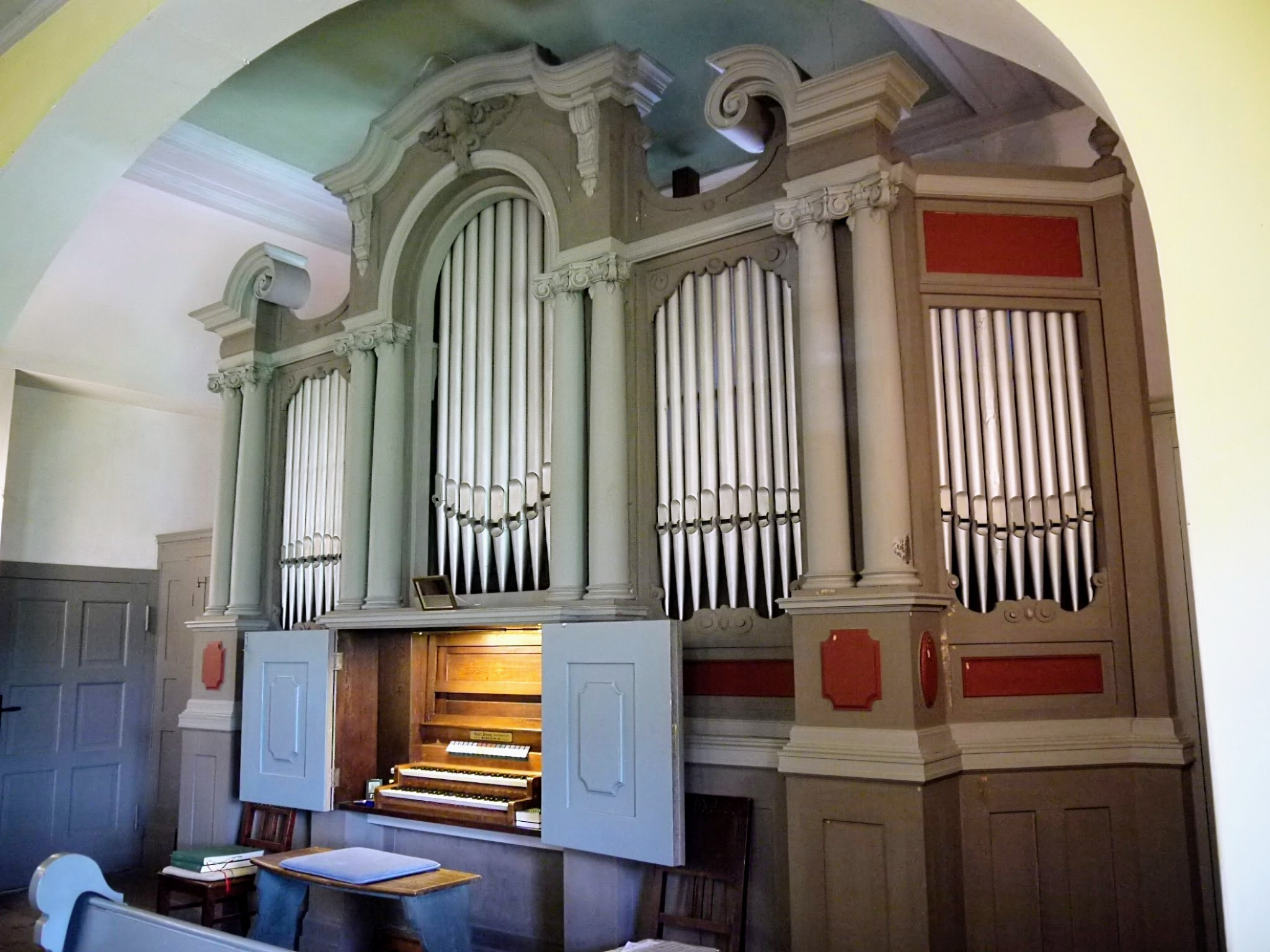
Die original erhaltene Orgel der Werkstatt Dinse (Berlin) von 1914

Im Innenraum der Kirche haben 350 Menschen Platz. Es befinden sich eine Empore auf der Südseite und die Orgelempore auf der Westseite. Die Raumhöhe bis zur stuckverzierten Kassettendecke beträgt 9 Meter. Die Kanzel steht auf der linken Seite des Chorbogens, an der Stelle, wo Kirchenschiff und Chor aneinandergrenzen. Kanzel, Altar, Orgel und Gestühl wurden in einheitlichem Stil geschaffen.
„Kommet her zu Mir alle, die ihr mühselig und beladen seid, ich will euch erquicken!“ – Mit diesem Bibelwort aus dem Matthäus-Evangelium am Eingangsportal des Gotteshauses wird der Eintretende begrüßt. Im dahinter liegenden Innenraum der Kirche dominierte einst eine einheitliche Ausmalung im barockisierenden Jugendstil. Pfarrer Hans Rehfeldt schrieb 1926 im „Evangelischen Boten des Kirchenkreises Königs Wusterhausen“ dazu folgendes: „Die Kirche hat auch in ihrem Innern manches Besondere. Die von dem Kirchenmaler Professor Linnemann / Frankfurt am Main entworfene Bemalung der Decke und der Wände ist in ruhigen Farben gehalten und passt sich der Eigenart des Raumes vorzüglich an.“ Die kunstvolle ornamentale Bemalung, die von Rudolf und Otto Linnemann 1914 geschaffen wurde, fiel dem damaligen puristischen Zeitgeschmack zum Opfer und wurde 1971 überstrichen.
Die Kanzel ist ein kostbares Stück und eine Stiftung des Unternehmers Robert Guthmann. Sie besteht aus massigen, in der Kunststeinfabrik erzeugten und vom Bildhauer bearbeiteten Kalksandsteinblöcken. Vier kurze Säulen tragen den schweren, mit Engelsköpfen und Bibelsprüchen verzierten Predigtstuhl.
Der Altarschmuck besteht aus einem gewaltigen Kruzifix mit vergoldetem Corpus und zwei hohen kunstvoll geschmiedeten Leuchtern. Altarleuchter wie Kruzifix wurden 1914 von der „evangelischen Frauenhülfe Niederlehme“ gestiftet. In der nördlichen Chorlängswand befindet sich ein Fenster mit einer Farbverglasung des Ateliers Linnemann (Frankfurt am Main) mit der Darstellung einer niederschwebenden weißen Taube, die als Symbol für den Heiligen Geist steht. Die weitere innere Ausstattung des Kirchengebäudes ist bis auf die veränderte Farbfassung der Wände und Inventars weitgehend original erhalten.

## Orgel
Auf der Westempore, gegenüber dem Altar, befindet sich die original erhaltene Orgel von 1914. Sie ist ein Instrument der Orgelbauwerkstatt Gebrüder Dinse (Berlin) und verfügt über 12 Register, die sich über zwei Manuale und Pedal verteilen. Das Werk steht klanglich in der Tradition des spätromantischen Orgelbaus in Deutschland und zeichnet sich durch einen sonoren, streichend warm gefärbten Klang aus. Die technische Anlage besteht aus einer Röhrenpneumatik in Form der sogenannten pneumatischen Kegellade. Die Orgel ist fast unverändert erhalten, lediglich die Prospektpfeifen aus Zinn fielen der Kriegsindustrie zum Opfer. Diese wurden nach dem Ersten Weltkrieg durch Zinkprospektpfeifen ersetzt. Im Jahr 1924, zum 10-jährigen Kirchenjubiläum, wurde ein elektrisches Orgelgebläse eingebaut. Im Rahmen der Kircheninnenrenovierung 1971 bekam auch das Orgelgehäuse eine neu Farbfassung, somit wurde auch die ursprüngliche Ornamentmalerei auf dem Gehäuse überstrichen. Eine klangliche Umdisponierung blieb dem Instrument erspart. Die Disposition lautet:
| I Manual C–f3  |       |
| Bourdon        | 16′   |
| Prinzipal      | 8′    |
| Viola di Gamba | 8′    |
| Hohlflöte      | 8′    |
| Oktave         | 4′    |
| Mixtur II–III  | 2 ⁄3′ |

| II Manual C–f3  |    |
| Geigenprinzipal | 8′ |
| Aeoline         | 8′ |
| Gedeckt         | 8′ |
| Rohrflöte       | 4′ |

| Pedal C–d1  |     |
| Subbass     | 16′ |
| Violoncello | 8′  |

- Koppeln: II/I, I/P, II/P
- Spielhilfen: Mezzoforte, Fortissimo

## Glocken
Ursprüngliche besaß die Kirche von Niederlehme ein Bronzegeläut der Hofglockengießerei Franz Schilling Söhne Apolda (Thüringen). Das Dreiklanggeläut bestand allerdings nur 4 Jahre, denn 1917 verlor die Gemeinde ihr kostbares Bronzegeläut. Wie damals üblich wurden zwei der drei Glocken für die Kriegsproduktion des Ersten Weltkriegs beschlagnahmt und eingeschmolzen. Die kleinste Glocke blieb der Gemeinde zum gottesdienstlichen Gebrauch erhalten.
Bronzegeläut 1913-1917 (1922):
| Glocke | Nominal | Masse  | Unterer ø | Inschrift                                                                        |
| ------ | ------- | ------ | --------- | -------------------------------------------------------------------------------- |
| 1      | g'      | 610 kg | 1,02 m    | Selig sind, die da Leid tragen; denn sie sollen getröstet werden. (Matthäus 5,4) |
| 2      | b'      | 374 kg | 0,85 m    | Gott ist nicht ein Gott der Toten, sondern der Lebendigen. (Matthäus 22,32)      |
| 3      | d"      | 178 kg | 0,67 m    | Jesus Christus gestern und heute und derselbe auch in Ewigkeit. (Hebräer 13,8)   |

Nach dem Ersten Weltkrieg gab es in der Ev. Kirchengemeinde Niederlehme ein reges Spendenaufkommen mit dem Ziel, ein neues Glockengeläut anzuschaffen. Dieses konnte durch zahlreiche Einzelspenden, Zustiftungen der ansässigen Industriebetriebe und den Verkauf der kleinsten noch vorhandenen Bronzeglocke (d") finanziert werden. Das neue Geläut bestand aus 4 Eisenhartgussglocken von der Firma Ulrich & Weule (Apolda / Bockenem) und konnte am ersten Ostertag 1922 in den Dienst gestellt werden. Bereits 1938 wurden durch die Firma Friedrich R. Plagens, Berlin-Niederschönhausen, elektrische Läutemaschinen eingebaut. Weil die Eisenhartgussglocken nur bedingt haltbar waren, die Glockenanlage desolat war und die Klangfülle deutlich abgenommen hatte, entschied sich die Gemeinde für die Anschaffung eines neuen Geläutes.
Eisenhartgussgeläut 1922-2012:
| Glocke | Nominal | Masse  | Unterer ø | Inschrift                                |
| ------ | ------- | ------ | --------- | ---------------------------------------- |
| 1      | g'      | 818 kg | 1,27 m    | Vivos Voco-Mortuos Plango-Fulgura Frango |
| 2      | b'      | 527 kg | 1,07 m    | keine                                    |
| 3      | c"      | 330 kg | 0,93 m    | keine                                    |
| 4      | cis"    | 265 kg | 0,87 m    | keine                                    |

Mischgeläut seit 2012:
| Glocke | Nominal | Masse  | Unterer ø | Material  | Inschrift                                                                      |
| ------ | ------- | ------ | --------- | --------- | ------------------------------------------------------------------------------ |
| 1      | g'      | kg     | m         | Gussstahl | Friede den Kommenden (Bezug auf Lukas 24,36-48)                                |
| 2      | b'      | kg     | m         | Gussstahl | Freude den bleibenden (Bezug auf Apostelgeschichte 2,42-47)                    |
| 3      | c"      | kg     | m         | Gussstahl | Segen den Scheidenden (Bezug auf Lukas 24,50-51)                               |
| 4      | d"      | 281 kg | m         | Bronze    | Jesus Christus gestern und heute und derselbe auch in Ewigkeit. (Hebräer 13,8) |

## Gefallenendenkmal
Auf der Südseite der Kirche befindet sich das Denkmal für die im Ersten Weltkrieg (1914–1918) Gefallenen aus Niederlehme. Das Denkmal in Form eines Granit-Obelisken entstand unter Finanzierung durch die Ortsanwohner, den Landwehrverein und die ansässigen Industriebetriebe und wurde am 11. Oktober 1925 eingeweiht. Im Fundament wurde eine Urkunde mit Widmung und Auflistung der am Bau Beteiligten eingemauert. Im unteren Drittel des Obelisken befanden sich an drei Seiten Steintafeln mit den Namen, Todestagen und Sterbeorten.

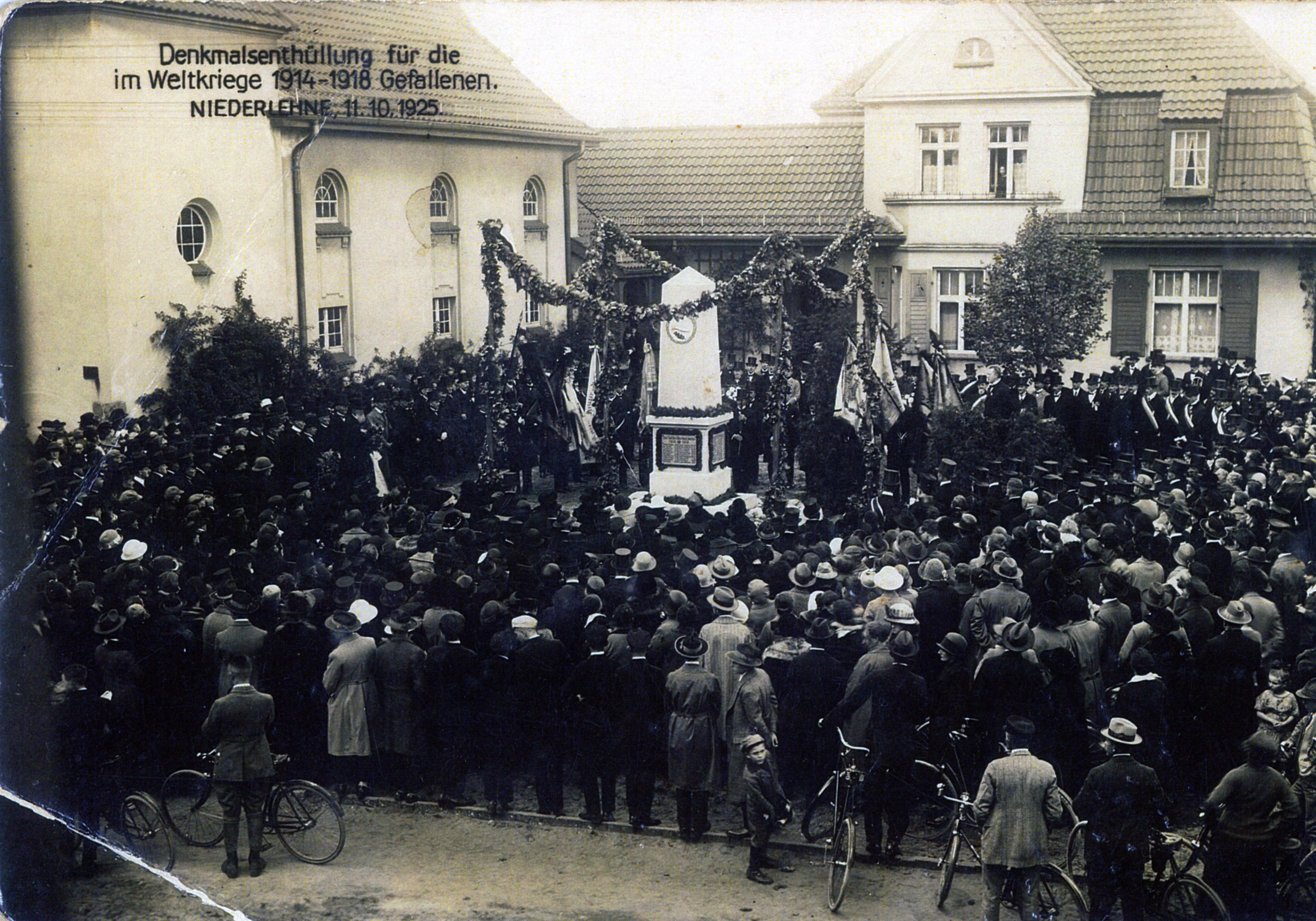
Gefallenendenkmal Niederlehme: Einweihung 1925
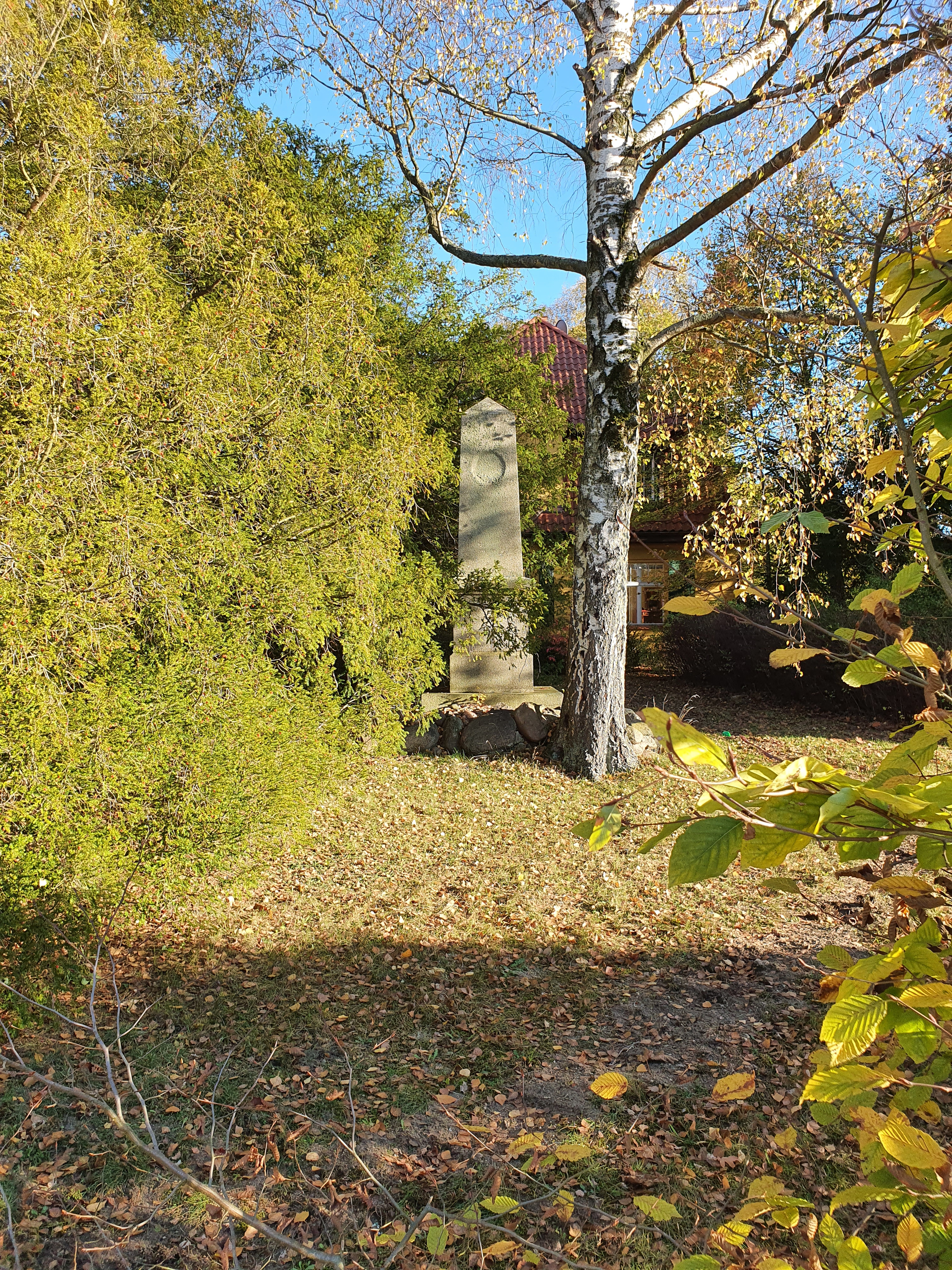
Gefallenendenkmal niederlehme: Zustand 2022

## Pfarrer von Niederlehme
| Name                                      | Lebensdaten                | Amtszeit in Niederlehme |
| ----------------------------------------- | -------------------------- | ----------------------- |
| Heinrich Otto Hans Rehfeldt               | * 09.06.1884; † 25.09.1935 | 1909 - 1930             |
| Gerhard Wilhelm Martin Friedrich Zademack | * 27.01.1896; † 25.04.1945 | 1931 - 1945             |
| Otto Richard Willy Fischer                | * 27.06.1884; † 19.01.1968 | 1946 - 1956             |
| Willi Hans Erich Balzer                   | * 28.05.1910; † 20.11.1977 | 1956 - 1968             |
| Heinz Milkereit                           | * 09.08.1929; † 24.10.2009 | 1968 - 1994             |
| Cornelia Marquardt                        | * 05.08.1962               | 1994 - 2008             |
| Gottfried Hülsen                          | * 29.08.1953               | 2008 - 2019             |
| Rebekka Wackler                           | * 1987                     | seit 2019               |

## Gemeinde
Am 1. Dezember 1908 wurde die Evangelische Kirchengemeinde Niederlehme errichtet. Sie blieb eigenständig bis zum Jahr 2007, als sich die Gemeinden der Orte Niederlehme, Senzig und Zernsdorf zur Evangelischen Lukaskirchengemeinde Königs Wusterhausen vereinigten. Die Kirchengemeinde ist in den Kirchenkreis Berlin-Neukölln eingegliedert. Gemeindepfarrer in Niederlehme ist seit Dezember 2008 Gottfried Hülsen. Zum Gemeindeteil Niederlehme zählen ca. 250 evangelische Kirchenmitglieder. In der Kirche bzw. im Gemeindesaal finden regelmäßig Gottesdienste, Konzerte, diverse kulturelle Veranstaltungen sowie die Zusammenkunft kirchengemeindlicher Gruppen statt.

## Förderverein
Seit dem 4. Juli 2009 gibt es den Förderverein Ev. Kirche Niederlehme e.V., der sich gezielt für die Erhaltung und Sanierung der evangelischen Kirche von Niederlehme engagiert. Der Verein sieht seine Aufgabe unter anderem darin, regelmäßige Benefizveranstaltungen zu Gunsten der Kirche zu organisieren, um damit finanzielle Mittel für die Sanierungsmaßnahmen bereitzustellen.